# Орфізм
Орфізм — давньогрецький релігійний рух, що виник у 6 столітті до нашої ери і мав на меті за допомогою обрядів «очищення» і «праведного» орфічного способу життя спокутувати давній гріх титанів, який, за переконаннями послідовників даної релігійної течії, лежить на всьому людстві (див. Загрей).
Засновником таких обрядів та автором поем, в яких були викладені засади нової релігії, вважався міфічний співець Орфей.

## Основні засади
Міф про Орфея, як і все вчення орфіків, тісно пов'язані з культом Діоніса, Деметри та зі старосхідними, особливо єгипетськими уявленнями.
Орфіки близькі до Гесіода, їхні ритуали багато в чому повторюють хліборобську магію. Це дає підстави віднести орфізм до світогляду селянства. В Афінах орфіки на чолі з популяризатором ідей орфізму Ономакрітом оселилися за часів Пісістрата. Послідовники орфізму вважали тіло злим началом, «в'язницею душі», а душу — частиною божества. Після смерті душа людини, зазнавши ряду перевтілень і очистившись від осквернення тілом, зливається з божеством. Орфіки приписують учення про метемпсихоз (переселення душ) у формі потрійного випробування душі тілесним життям, однак ці свідчення беруть початок від пізніших джерел (Піндара, Платона).
Комплекс ідей про тіло й душу згодом був прийнятий і опрацьований піфагореїзмом, частково платонізмом, а через нього — неоплатонізмом і християнством. Орфікам належить низка теорій про походження світу (космогоній) та походження богів (феогоній). За Дамаскієм, спочатку був час, потім небо і порожнеча. Небо виліпило срібне яйце, з якого з'явився Фанет (світло) або Ерос (кохання). Дамаскій подає ще одну версію: первісно існували вода й гюле (болото), від них пішла земля. Вода й земля вважаються першоелементами, від яких народився дракон з головою лева, але з обличчям бога, з крилами за плечима. Він зветься Хроносом, що не старіє, або Гераклом.
За Афіногором, горішня і спідня шкаралупи яйця утворюють небо і землю. Феогонія й космогонія орфізму, що знаходять відбиття в їхніх культах, містять діалектичні мотиви, так званої, «генетичної моделі»: первинна єдність, поділ, возз'єднання поділеного в статевому коханні. У групі орфічних феогоній помітна загальна центральна ідея, яка в ході тисячолітньої історії орфізму схиляється до пантеїзму. Зевс (в інших феогоніях Фанет, Геліос або Діоніс) містить у власному тілі насіння всього сущого. Із цього стану суміші в єдиному виникає світ. Процеси виникнення трактуються поділом протилежностей та возз'єднанням їх. Мусеєві приписують вислів: усе народжується з одного і на нього розкладається (dialyetai). Цю тезу в конкретно-образній формі відносять до Орфея. «Орфей співав і розповідав, що колись небо, земля, й море були сполучені воєдино, але потім посварилися й розділилися», — повідомляє Аполлоній Родоський.